# Murphy Islands
Die Murphy Islands sind eine kleine Inselgruppe im Archipel der Südlichen Orkneyinseln. Sie liegen zwischen dem Meier Point und den Parpen Crags in der Norway Bight vor der Südküste von Coronation Island.
Das UK Antarctic Place-Names Committee benannte sie im November 2024 nach dem Umweltforscher Eugene Murphy, der 38 Jahre in leitenden Funktionen bei Forschungsprojekten des British Antarctic Survey tätig war.